# Underclass Hero
| 총 점수              | 총 점수       |
| 출처                 | 점수          |
| -------------------- | ------------- |
| 메타크리틱           | 50/100        |
| 평가 점수            |               |
| 출처                 | 점수          |
| AllMusic             | [ 2 ]         |
| BBC                  | (unfavorable) |
| Billboard            | (favorable)   |
| Entertainment Weekly | B             |
| IGN                  | 7.0/10        |
| NME                  | 4/10          |
| Rolling Stone        | [ 8 ]         |
| Robert Christgau     | [ 9 ]         |
| Spin                 | [ 10 ]        |
| Sputnikmusic         | [ 11 ]        |

《Underclass Hero》는 캐나다의 록 밴드 썸 41의 네 번째 스튜디오 음반이다. 이 음반은 기타리스트 데이브 바크시가 브라운 브릿지에 집중하기 위해 1년 전에 떠난 이후로 그 없이 녹음한 이 밴드의 두 음반 중 첫 번째 음반이다. 이 음반은 2007년 7월 18일, 일본에서 아일랜드 레코드에 의해 처음 발매되었고, 레코드의 마지막 음반인 아쿠아리스 레코드에 의해 전 세계로 배포되었다. 헤비 메탈에서 영감을 받은 《Chuck》의 펑크 스타일과 비교하여, 《Underclass Hero》는 밴드의 팝 펑크 사운드로 돌아왔다.
이 음반은 캐나다 음반 차트에서 1위, 미국 빌보드 200에서 7위로 정점을 찍으며 상업적으로 성공을 거두었고, 현재까지 가장 높은 차트를 기록한 음반이 되었다. 비평가들로부터 대체로 엇갈린 평가를 받았는데, 일부는 이 음반의 작사, 작곡, 프로듀싱에 대해 찬사를 보냈으며, 다른 일부는 이 음반이 너무 길고 멜로드라마적이며 파생적이라고 판단했다.

## 음악 스타일
비평가들은 지속적으로 《Underclass Hero》를 《Chuck》에서 볼 수 있는 헤비 메탈과 펑크 록 사운드와 대조적으로 《All Killer No Filler》에서 썸 41의 이전 팝 펑크 스타일의 부활로 묘사했다. 그러나 이 음반은 어쿠스틱 기타, 피아노, 오르간 및 신시사이저와 같은 악기의 통합, 연주성, 어둡고 정치적인 가사에 대한 강조, 역동성 및 금속 영향에 대한 무시를 통해 이모 팝 장르와 더 일치하는 사운드를 만들어 내며 밴드의 초기 사운드와 차별화한다. 게다가 〈Ma Poubelle〉과 같은 노래는 이것을 뮤지컬 노래의 요소와 결합한다. 《팝매터스》의 작가 이턴 스튜어트는 "《Underclass Hero》가 피아노, 어쿠스틱 기타, 보컬 하모니 및 주변 신시사이저를 쉽게 레이어드하는 방식은 썸 41의 현재까지 가장 아름답게 들리는 레코드를 만듭니다."라고 말했다.

## 상업적 성과
캐나다에서 《Underclass Hero》는 첫 주에 9,000장이 조금 넘는 판매고를 올리며 캐나다 음반 차트에서 1위로 데뷔했다. 미국에서 이 음반은 첫 주에 44,601장이 팔렸고 빌보드 200에서 7위로 데뷔해 현재까지 미국에서 가장 높은 차트 위치를 차지하고 있다. 2011년 4월 현재 이 음반은 미국에서 184,000장이 팔렸다. 2013년 현재 전 세계적으로 100만 장이 넘게 팔렸다.
이 음반은 싱글 〈Underclass Hero〉와 〈Walking Disaster〉에 의해 이끌려 2007년 중간 정도의 라디오 성공을 거두었다. 세 번째 싱글 〈With Me〉는 2008년이 되어서야 싱글로 발매되었다. 또한 〈March of the Dogs〉는 발매 전인 2007년 4월 음반 시사로 발매되었는데, 이는 음반이 "여름까지 발매되지 않았기 때문이다.

## 곡 목록
모든 곡들은 특별한 언급이 없는 한 데릭 위블리에 의해 작사/작곡하였다.
| #   | 제목                                          | 작사·작곡             | 재생 시간 |
| --- | --------------------------------------------- | --------------------- | --------- |
| 1.  | 〈Underclass Hero〉                           | 위블리, 스티브 조크즈 | 3:14      |
| 2.  | 〈Walking Disaster〉                          |                       | 4:46      |
| 3.  | 〈Speak of the Devil〉                        |                       | 3:58      |
| 4.  | 〈Dear Father〉                               |                       | 3:52      |
| 5.  | 〈Count Your Last Blessings〉                 |                       | 3:03      |
| 6.  | 〈Ma Poubelle〉                               | 위블리, 조크즈        | 0:55      |
| 7.  | 〈March of the Dogs〉                         |                       | 3:09      |
| 8.  | 〈The Jester〉                                |                       | 2:48      |
| 9.  | 〈With Me〉                                   |                       | 4:51      |
| 10. | 〈Pull the Curtain〉                          |                       | 4:18      |
| 11. | 〈King of Contradiction〉                     |                       | 1:40      |
| 12. | 〈Best of Me〉                                |                       | 4:25      |
| 13. | 〈Confusion and Frustration in Modern Times〉 |                       | 3:46      |
| 14. | 〈So Long Goodbye〉                           |                       | 3:01      |